# Эскадренные миноносцы типа «Сен-Лоран»
Тип «Сен-Лоран» (англ. St. Laurent class, фр. Classe Saint-Laurent) — серия канадских эсминцев 1950-х годов. Были созданы для удовлетворения потребностей НАТО в эскортных эсминцах в конце 1940-х годов.

## Конструкция
В основу конструкции эсминцев легли общая конструкция и энергетическая установка британских фрегатов типа «Уитби» в сочетании с радиоэлектронным оборудованием производства Канады и США.

## Строительство
Всего в 1950—1957 годах были построены семь кораблей этого типа, получивших названия в честь рек Канады.

## Служба
В 1961—1967 годах все эсминцы типа «Сен-Лоран» были превращены в эсминцы-вертолётоносцы путём снятия большей части вооружения и установки вместо него посадочной площадки и ангара для противолодочного вертолёта. Головной корабль серии был снят с вооружения в 1979 году, остальные же, после модернизации и ремонта, оставались в строю до 1989—1994 годов, когда на вооружение поступили современные фрегаты типа «Галифакс».

## Представители
| Название               | Номер           | Судоверфь         | Закладка         | Спуск на воду   | Вступление в строй | Судьба                                                  |
| ---------------------- | --------------- | ----------------- | ---------------- | --------------- | ------------------ | ------------------------------------------------------- |
| Сен-Лоран St. Laurent  | DDE 205 DDH 205 | Canadian Vickers  | 22 ноября 1950   | 30 ноября 1951  | 29 октября 1955    | снят с вооружения 14 июня 1974, пущен на слом в 1979    |
| Сагне Saguenay         | DDE 206 DDH 206 | Halifax Shipyard  | 4 апреля 1951    | 30 июля 1953    | 15 декабря 1956    | снят с вооружения 26 июня 1990, пущен на слом           |
| Скина Skeena           | DDE 207 DDH 207 | Burrard Yarrows   | 1 июня 1951      | 19 августа 1952 | 30 марта 1957      | снят с вооружения 1 ноября 1993, пущен на слом в 1994   |
| Оттава Ottawa          | DDE 229 DDH 229 | Canadian Vickers  | 8 июня 1951      | 29 апреля 1953  | 5 октября 1957     | снят с вооружения 31 июля 1992, пущен на слом           |
| Маргари Margaree       | DDE 230 DDH 230 | Halifax Shipyard  | 12 сентября 1951 | 29 марта 1956   | 5 октября 1957     | снят с вооружения 2 мая 1992, пущен на слом в 1994      |
| Фрейзер Fraser         | DDE 233 DDH 233 | Burrard Yarrows   | 11 декабря 1951  | 19 февраля 1953 | 28 июня 1957       | снят с вооружения 5 октября 1994, пущен на слом         |
| Ассинибойн Assiniboine | DDE 234 DDH 234 | Marine Industries | 19 мая 1952      | 12 февраля 1954 | 16 августа 1956    | снят с вооружения 14 декабря 1988, пущен на слом в 1989 |